# Beggiatoaceae
Famille
Les Beggiatoaceae sont une famille de bactéries capables d'oxyder le soufre.

## Description
La famille Beggiatoaceae comprend des bactéries oxydant les sulfures. Ce sont des bactéries aérobies ou dépendantes des nitrates. La famille regroupe des bactéries chimiolithoautotrophes obligatoires à base de soufre et des bactéries hétérotrophes à croissance pouvant utiliser l'oxydation du soufre.

## Liste des genres
Selon LPSN (9 mai 2025) :
- Beggiatoa Trevisan 1842
- Thioflexithrix Gureeva et al. 2019
- Thiomargarita Schulz et al. 1999
- Thioploca Lauterborn 1907

## Taxonomie
Le nom correct complet (avec auteur) de ce taxon est Beggiatoaceae Migula 1894.
Le genre type est Beggiatoa Trevisan 1842.

### Synonymie
La famille Beggiatoaceae a pour synonyme :
- Thiosiphonaceae Klas 1936

### Étymologie
L'étymologie de nom de cette famille est la suivante : N.L. fem. n. Beggiatoa, genre type de la famille; L. fem. pl. n. suff. -aceae, suffixe pour définir une famille; N.L. fem. pl. n. Beggiatoaceae, la famille des Beggiatoa.